# Valentina Ardean-Elisei
Valentina-Neli Ardean-Elisei (nascida em 5 de junho de 1982) é uma handebolista romena. Integrou a seleção romena feminina que terminou na nona posição no handebol dos Jogos Olímpicos de Verão de 2016, realizados no Rio de Janeiro, Brasil. Atua como ponta esquerda e joga pelo clube S.C.M. Craiova desde 2016. Foi medalha de prata no Campeonato Mundial de Handebol Feminino de 2005, na Rússia, e bronze em 2015, na Dinamarca.